# Daisy Granado
Daisy Granados (Cienfuegos, 9 de dezembro de 1942) é uma atriz cubana. Ela estrelou vários filmes de Pastor Vega com quem foi casada, entre eles, Retrato de Teresa (1984), Vidas Paralelas (1993) e Las profecías de Amanda (1999).

## Vida pessoal
Granados foi casada com o escritor e diretor Pastor Vega até sua morte em Havana, Cuba.

## Prêmios e indicações
Em 1979, Granados venceu o prêmio de melhor atriz no Festival Internacional de Cinema de Moscou por seu papel em Retrato de Teresa pelo qual venceu o prêmio de melhor atriz no Festival Internacional de Cinema de Moscou. Em 2000, ela dividiu com Maria Zilda Bethlem o prêmio de melhor atriz no Festival de Gramado pelo filme Las profecías de Amanda.